# دانشکده مهندسی الکترونیک دانشگاه منوفیا
دانشکده مهندسی الکترونیک دانشگاه منوفیا (به عربی: کلیة الهندسة الإلکترونیة) یکی از دانشکده‌های دانشگاه منوفیا است که در استان منوفیه مصر واقع شده‌است.